# Joe Budden
Joseph Budden Jr., más conocido como Joe Budden (nacido el 31 de agosto de 1980, Harlem, Nueva York) es un rapero estadounidense de Jersey City, Nueva Jersey.

## Biografía
Con solo 3 años se muda a St. Albans, Queens. Su padre está constantemente en la cárcel y su madre es la que tiene que sacar a sus hijos adelante, trabajando durante casi todo el día. Junto a su madre, se muda de nuevo, esta vez a Nueva Jersey. Su madre intentaba recuperarse de su adicción a las drogas.
Con 12 años, el joven Budden comienza a escribir y a interesarse por la música. Todo lo que escribía lo convertía en rap. Además, cantaba en el coro de la iglesia Monumental Baptist.
Como muchos otros raperos, Joe fue víctima de las drogas, fumaba marihuana. También bebía y tomaba pastillas. Durante la rehabilitación, escribió intensamente y se puede decir que allí dio comienzo a su carrera como rapero.
Con 23 años empezó a trabajar en un local que se hacía llamar Nobody Beats The Wiz durante todo el día. El estar rodeado de música le ayudaba en su sueño de ser MC y todos sabían que él lo quería ser. En 2002, su primo le presentó a DJ Cutmaster C y llegó a realizar algunos trabajos junto con DJ Envy y DJ Clue.
Con su talento, pronto se hizo un hueco en el mundo del rap, y firmó con On Top Entertainment y siguió grabando en las calles. Más adelante, Joe firmó con Spit Records, un sello perteneciente a Def Jam. Debutó con el álbum llamado Joe Budden, en 2003, en el que se incluía su primer éxito, "Focus", además de "Pump It Up", un tema muy aclamado por el público del mainstream.
Joe Budden ha trabajado con artistas como Busta Rhymes, Christina Milian, y Fabolous y ha sido durante mucho tiempo uno de los rivales de The Game (carga contra él en su canción "Crosscountry Connection").
Tiempo después en 2003 fue convocado para aparecer en el juego Def Jam Vendetta y posteriormente en Def Jam: Fight for NY, que dio a luz en 2004 por ello fue contactado por Electronic Arts y, más tarde en 2006, para realizar una adaptación de Def Jam Fight for NY: The Takeover en colaboración con syn Sophia para PSP. Una curiosidad es que en el video oficial de «Pump It Up” se le puede ver jugar Def Jam Vendetta junto con dos chicas.

## Discog» afía
- 2003: Joe Budden
- 2008: Halfway House
- 2009: Padded Room
- 2009: Escape Route
- 2009: Slaughterhouse (con Slaughterhouse)
- 2012: Welcome to: Our House (con Slaughterhouse)
- 2013: No Love Lost
- 2015: All Love Lost